# سيوداد فيكتوريا
سيوداد فيكتوريا (بالإسبانية: Ciudad Victoria)‏ هي مدينة في المكسيك، تقع في ولاية تاماوليباس، هي عاصمة بلدية فيكتوريا، بلغ عدد سكانها 305,155 نسمة وذلك حسب إحصائيات سنة 2010، تبلغ مساحتها 188 كيلومتر مربع، رمزها البريدي هو 87000.

## المناخ
يظهر الجدول التالي التغييرات المناخية على مدار السنة لسيوداد فيكتوريا:
| البيانات المناخية لـسيوداد فيكتوريا     | البيانات المناخية لـسيوداد فيكتوريا | البيانات المناخية لـسيوداد فيكتوريا | البيانات المناخية لـسيوداد فيكتوريا | البيانات المناخية لـسيوداد فيكتوريا | البيانات المناخية لـسيوداد فيكتوريا | البيانات المناخية لـسيوداد فيكتوريا | البيانات المناخية لـسيوداد فيكتوريا | البيانات المناخية لـسيوداد فيكتوريا | البيانات المناخية لـسيوداد فيكتوريا | البيانات المناخية لـسيوداد فيكتوريا | البيانات المناخية لـسيوداد فيكتوريا | البيانات المناخية لـسيوداد فيكتوريا | البيانات المناخية لـسيوداد فيكتوريا |
| الشهر                                   | يناير                               | فبراير                              | مارس                                | أبريل                               | مايو                                | يونيو                               | يوليو                               | أغسطس                               | سبتمبر                              | أكتوبر                              | نوفمبر                              | ديسمبر                              | المعدل السنوي                       |
| --------------------------------------- | ----------------------------------- | ----------------------------------- | ----------------------------------- | ----------------------------------- | ----------------------------------- | ----------------------------------- | ----------------------------------- | ----------------------------------- | ----------------------------------- | ----------------------------------- | ----------------------------------- | ----------------------------------- | ----------------------------------- |
| الدرجة القصوى °م (°ف)                   | 37.1 (98.8)                         | 39.0 (102.2)                        | 42.5 (108.5)                        | 45.5 (113.9)                        | 47.5 (117.5)                        | 48.5 (119.3)                        | 42.0 (107.6)                        | 42.0 (107.6)                        | 41.0 (105.8)                        | 40.0 (104.0)                        | 38.0 (100.4)                        | 39.0 (102.2)                        | 48.5 (119.3)                        |
| متوسط درجة الحرارة الكبرى °م (°ف)       | 22.7 (72.9)                         | 25.2 (77.4)                         | 29.0 (84.2)                         | 32.2 (90.0)                         | 34.0 (93.2)                         | 35.2 (95.4)                         | 35.0 (95.0)                         | 35.2 (95.4)                         | 32.7 (90.9)                         | 29.8 (85.6)                         | 26.4 (79.5)                         | 23.4 (74.1)                         | 30.1 (86.2)                         |
| المتوسط اليومي °م (°ف)                  | 16.4 (61.5)                         | 18.2 (64.8)                         | 21.8 (71.2)                         | 25.0 (77.0)                         | 27.0 (80.6)                         | 28.3 (82.9)                         | 28.2 (82.8)                         | 28.3 (82.9)                         | 26.5 (79.7)                         | 23.7 (74.7)                         | 20.3 (68.5)                         | 17.2 (63.0)                         | 23.4 (74.1)                         |
| متوسط درجة الحرارة الصغرى °م (°ف)       | 10.0 (50.0)                         | 11.3 (52.3)                         | 14.5 (58.1)                         | 17.8 (64.0)                         | 20.1 (68.2)                         | 21.5 (70.7)                         | 21.5 (70.7)                         | 21.4 (70.5)                         | 20.3 (68.5)                         | 17.6 (63.7)                         | 14.1 (57.4)                         | 10.9 (51.6)                         | 16.8 (62.2)                         |
| أدنى درجة حرارة °م (°ف)                 | −1.0 (30.2)                         | −3.0 (26.6)                         | 1.0 (33.8)                          | 4.0 (39.2)                          | 10.5 (50.9)                         | 12.5 (54.5)                         | 8.0 (46.4)                          | 10.5 (50.9)                         | 6.0 (42.8)                          | 6.7 (44.1)                          | 1.0 (33.8)                          | −6.0 (21.2)                         | −6.0 (21.2)                         |
| الهطول مم (إنش)                         | 18.9 (0.74)                         | 13.9 (0.55)                         | 22.3 (0.88)                         | 26.8 (1.06)                         | 78.5 (3.09)                         | 125.1 (4.93)                        | 74.3 (2.93)                         | 95.5 (3.76)                         | 173.1 (6.81)                        | 70.9 (2.79)                         | 20.5 (0.81)                         | 18.3 (0.72)                         | 738.1 (29.06)                       |
| متوسط أيام هطول الأمطار (≥ 0.1 mm)      | 2.8                                 | 2.7                                 | 2.7                                 | 3.5                                 | 6.0                                 | 6.7                                 | 4.2                                 | 5.4                                 | 8.1                                 | 4.8                                 | 2.7                                 | 2.8                                 | 52.4                                |
| متوسط الرطوبة النسبية (%)               | 73                                  | 69                                  | 67                                  | 68                                  | 72                                  | 70                                  | 67                                  | 68                                  | 73                                  | 75                                  | 76                                  | 75                                  | 71                                  |
| ساعات سطوع الشمس الشهرية                | 203                                 | 185                                 | 226                                 | 226                                 | 218                                 | 216                                 | 244                                 | 256                                 | 243                                 | 230                                 | 216                                 | 220                                 | 2٬683                               |
| المصدر: Servicio Meteorológico Nacional |                                     |                                     |                                     |                                     |                                     |                                     |                                     |                                     |                                     |                                     |                                     |                                     |                                     |

## أعلام
- كريستال سيلفا
- إنريكي كارديناس غونزاليس
- إميليو أولياء جيل
- كارلوس ألبيرتو بينيا
- خوسيه نونيز دي كاسيريس
- يوجينيو هرنانديز فلوريس
- ألان بوليدو